# Abderrahim Zahiri
Abderrahim Zahiri (M'Rirt, 1 de gener de 1996) és un ciclista marroquí. Professional des del 2017, actualment a l'equip Unieuro Trevigiani-Hemus 1896.

## Palmarès
- 2013
  - Campió d'Àfrica júnior en ruta
  -  Campió del Marroc júnior en ruta
  -  Campió del Marroc júnior en contrarellotge
- 2016
  - Vencedor de 2 etapes al Tour de la Costa d'Ivori
- 2017
  -  Campió del Marroc sub-23 en ruta
- 2018
  - Vencedor d'una etapa a la Toscana-Terra de ciclisme